# Министерство труда и экономического развития Финляндии
Министерство экономического развития и занятости Финляндии (фин. Työ- ja elinkeinoministeriö, швед. Arbets- och näringsministeriet) — орган государственной власти Финляндии, отвечающий за реализацию политики в области промышленного труда и экономического развития. Руководителями министерства являются министр экономики и министр занятости.
Министерство было создано в 2008 году путём объединения Министерства труда, Министерства промышленности и торговли и передачей некоторых полномочий Министерства внутренних дел. Основная цель слияния — гарантирование скоординированности трудовой, промышленной и иммиграционной политики. В данный момент также осуществляет контроль за центрами экономического развития, транспорта и окружающей среды.